# Kondoconcha othnius
Kondoconcha othnius é uma espécie de gastrópode  da família Charopidae.
É endémica de Polinésia Francesa.